# 学校時代
学校時代（がっこうじだい）とは、紀元前2000年頃に書かれた短い文学作品である。
作者は不明だがエドゥブバ（シュメール文明における学校）の先生であったと言われている。

## 概要
前半では生徒が学校における活動や経験を一人称で語っている。
後半では生徒が自分の家に先生を招いてからの出来事を三人称で語っている。

## 主な登場人物
生徒
学校に通っている生徒。様々な理由で先生から叱られるが、あることをキッカケにほめられるようになる。父親と母親がいる。
父親
生徒の父親。息子から学校で習ったことを聞き喜ぶ。あることをしてほしいと息子から頼まれ実行する。
母親
生徒の母親。息子にお弁当を渡す。
先生
学校で誤字やシュメール語の発音の悪さなどを理由に生徒を叱る。

## 内容
生徒は学校に通っていた。
学校では粘土板を音読したり、お弁当を食べたり、習字を書き終えたりしていた。
生徒は帰宅後に父親に学校で習ったことを話した。父親には喜んでもらえた。
その後、遅刻できないから朝に起こして欲しいと伝えた。
生徒は朝起きて母親からお弁当を受け取り挨拶をしてから学校へ行った。
学校で先生に自分の書いた粘土板を読んでもらったが間違っていると言われ、鞭で叩かれた。
また、君の文字は下手だと言われ、鞭で叩かれた。
さらに、シュメール語の発音が悪くアッカド語を話しているようだと叱られ、鞭で叩かれた。
その後も、生徒は許可なく話し、校舎を出る度に鞭で叩かれ散々な一日を過ごした。
そこで、生徒は父親に先生を家にお招きしてもてなしてほしいと頼んだ。
父親は先生を家に招き、食事やお酒（なつめやし酒）を出し、新しい衣服などを贈って先生をもてなした。
もてなされた先生は手のひらを返したように生徒をほめた。